# Sammy Ameobi
Samuel Oluwaseyi J. Ameobi (* 1. Mai 1992 in Newcastle upon Tyne) ist ein nigerianisch-englischer ehemaliger Fußballspieler, der zuletzt beim FC Middlesbrough unter Vertrag stand. Seine Position ist die des Stürmers, bevorzugt auf dem linken Flügel. Seine Brüder Tomi und Shola sind ebenfalls Fußballspieler.

## Karriere

### Verein
Sammy Ameobi begann seine Karriere in seiner Heimatstadt Newcastle bei Newcastle United, deren Jugendmannschaften er allesamt durchlaufen hatte. Sein Debüt für die erste Mannschaft gab der Stürmer am 15. Mai 2011, wenige Tage nach seinem 19. Geburtstag, als er beim 2:2-Unentschieden gegen den FC Chelsea für Peter Løvenkrands eingewechselt wurde. Bei seinem Debüt stand sein Bruder Shola mit ihm auf dem Platz. Sein erstes Ligator erzielte er am 26. Oktober 2014 beim 2:1-Auswärtssieg gegen Tottenham Hotspur, sieben Sekunden nach Wiederanpfiff nach der Halbzeitpause.
2013 wurde Ameobi für drei Monate an den FC Middlesbrough ausgeliehen, 2015 für die gesamte Saison 2015/16 an Cardiff City in die zweite englische Liga.
Am 24. Juni 2019 wechselte Ameobi zu Nottingham Forest und unterschrieb einen Einjahresvertrag. Der Kontrakt wurde später um ein weiteres Jahr verlängert, bevor er Ende Juni 2021 beim Ligakonkurrenten und Ex-Klub aus Middlesbrough anheuerte. Er verletzte sich jedoch am Knie und musste verletzungsbedingt die gesamte Saison aussitzen. Er verließ Middlesbrough am Ende der Saison. Nachdem er keinen neuen Verein gefunden hatte, beendete er 2022 seine aktive Karriere.

### Nationalmannschaft
Zunächst spielte Ameobi für die U-20-Nationalmannschaft Nigerias, wo er sein Debüt am 11. März 2011 gegen Saudi-Arabien gab. Nach nur einem weiteren Spiel (gegen Ägypten) wechselte er zum englischen Verband und debütierte noch im selben Jahr am 10. November 2011 im Qualifikationsspiel für die U-21-EM beim 5:0-Sieg gegen Island, als er in der 12. Minute für den verletzten Nathan Delfouneso eingewechselt wurde. 2014 entschied Ameobi wieder für Nigeria aufzulaufen.